# Data Radio Channel
Le Data Radio Channel (DARC) est un standard de diffusion de données numériques sur une sous-porteuse d'une radio FM, de façon comparable au Radio data system (RDS) mais avec un débit significativement plus important. Le DARC a été développé au Japon, et une variante a été mise au point en Europe, dans le cadre du projet SWIFT (System for Wireless Infotainment Forwarding and Teledistribution). La variante européenne a d'abord été appelée SWIFT, mais pour éviter toute confusion avec le réseau interbancaire SWIFT, elle porte le nom DARC depuis 1997.

## Historique
Le DARC a été développé par la société de diffusion japonaise NHK.
Le projet SWIFT (EUREKA 1197) a repris le mode de modulation du DARC japonais, mais en introduisant un codage des données différent. Des essais significatifs ont été menés.

## Caractéristiques techniques
Les données sont émises sur une sous-porteuse à 76 kHz de l'émission d'une station de radio FM. Le signal occupe une largeur de 44 kHz. La sous-porteuse est modulée en LMSK (level-controlled minimum shift keying).
Avec le DARC, la bande de fréquences occupée par un émetteur de radio FM est significativement augmentée, ce qui est susceptible de conduire à des interférences lorsque des émetteurs occupent des fréquences voisines.
Le DARC propose un débit élevé, 16 kbit/s bruts, 8,9 kbit/s utiles.

## Applications
Le DARC est bien adapté à la diffusion d'informations trafic, en raison de son débit élevé. Au Japon, le service VICS (Vehicle Information and Communication System) est ainsi en fonctionnement depuis 1996 dans les zones urbaines de Tokyo, Nagoya et Osaka. En France, le DARC a été testé pour la diffusion des informations TMC/Alert-Plus.
Aux États-Unis, il a été utilisé pour la diffusion d'informations boursières par le service Digital DJ à partir de 1998.

## Techniques comparables
Il existe plusieurs standards de transmission numérique comparables au DARC, notamment le RDS et DirectBand de Microsoft. Le DARC et DirectBand peuvent être utilisés conjointement au RDS.